# Katerina Stewart
Katerina Stewart (17 juli 1997) is een tennisspeelster uit de Verenigde Staten van Amerika.

## Loopbaan
Zij begon op driejarige leeftijd met het spelen van tennis. Haar favoriete ondergrond is gravel. Zij speelt rechtshandig en heeft een tweehandige backhand. In 2012 won zij haar eerste ITF-titel, op het dubbelspeltoernooi van Antalya (Turkije), samen met de Belgische Justine De Sutter. In 2014 won zij haar eerste enkelspeltitel, op het ITF-toernooi van Orlando (Florida). Later in 2014 kreeg zij een wildcard voor de US Open, waar zij samen met Louisa Chirico in het dubbelspeltoernooi uitkwam. In mei 2015 won zij haar zesde enkelspeltitel op het $50.000-toernooi van Indian Harbour Beach (Florida) – in de finale versloeg zij haar dubbelspelpartner Louisa Chirico. Later in mei 2015 bereikte zij op Roland Garros de juniorenfinale in het meisjesdubbelspel.

## Posities op deWTA-ranglijst
Positie per einde seizoen:
| jaar | rang enkelspel | rang dubbelspel |
| ---- | -------------- | --------------- |
| 2014 | 378            | 763             |
| 2013 | 795            | 808             |
| 2012 | 911            | –               |

## Resultaten grandslamtoernooien
| Legenda | Legenda                          |
| ------- | -------------------------------- |
| g.t.    | geen toernooi gehouden           |
| l.c.    | lagere categorie                 |
| –       | niet deelgenomen                 |
| G       | uitgeschakeld in de groepsfase   |
| 1R      | uitgeschakeld in de eerste ronde |
| 2R      | uitgeschakeld in de tweede ronde |
| 3R      | uitgeschakeld in de derde ronde  |
| 4R      | uitgeschakeld in de vierde ronde |
| KF      | uitgeschakeld in de kwartfinale  |
| HF      | uitgeschakeld in de halve finale |
| F       | de finale verloren               |
| W       | het toernooi gewonnen            |
| w-v     | winst/verlies-balans             |

### Vrouwendubbelspel
| Toernooi        | 2014 |
| --------------- | ---- |
| Australian Open | –    |
| Roland Garros   | –    |
| Wimbledon       | –    |
| US Open         | 1R   |